# Kuralt
Kuralt je priimek več znanih Slovencev:
- A. Kuralt (1896?—1970), prof. dr. med.
- Alojz Kuralt/Lojze Kuralt, policist, član republiške koordinacijke skupine med osamosvojitvijo, veteran vojne za Slovenijo
- Anže Kuralt (*1991), hokejist
- Dana Kuralt, publicistka med 1. in 2. sv. vojno
- Fran(jo) Kuralt (1847—1921), slovensko-hrvaški agronom, gospodarski strokovnjak in publicist
- Jože Kuralt (1957—1986), alpski smučar
- Jurij Kuralt (~1700—?), skladatelj
- Leopoldina Kuralt Logar, ljubezen Simona Jenka
- Luka Kuralt, judoistični trener (Andreje Leški)
- Marija Vončina Kuralt (1907—1996), dr.
- Marjan Kuralt, salezijanec, ravnatelj gimnazije Želimlje 1991-97
- Martin Kuralt (1757—1845), duhovnik, pesnik, filozof, knjižničar, publicist
- Robert Kuralt (1739—?), teolog, redovnik